# Lukáš Bauer
Lukáš Bauer (n. 18 august 1977, Ostrov⁠(d), Karlovy Vary, Cehia) este un schior de fond ce a reprezentat Cehia, medaliat olimpic. A participat la 5 ediții ale Jocurilor Olimpice (1998, 2002, 2006, 2010, 2014) în care a câștigat o medalie de argint și două medalii de bronz.